# 母恩
母恩（1461年—？年），字寵之，四川蓬州（今四川南充市蓬安縣）人。明朝政治人物，弘治己未進士。

## 生平
弘治二年（1489年）己酉科四川鄉試第五名經魁，弘治十二年（1499年）己未科進士。官浙江臨海縣知縣，政績有聲。陞南京湖廣道監察御史。

## 紀念
弘治庚戌知州田鐸曾在州城東正街為母恩建立經元坊。

## 家族
曾祖父母思義，左長史；祖父母瑄，医学典科；父亲母誠，學正。母李氏。慈侍下。弟母爱。